# Грей, Томас, 11-й барон Грей из Уилтона
Томас де Грей (англ. Thomas de Grey; приблизительно 1496 — 30 октября 1517) — английский аристократ, 11-й барон Грей из Уилтона с 1515 года. Второй сын Эдмунда де Грея, 9-го барона Грея из Уилтона, и его жены Флоренс Гастингс. Унаследовал владения и титул после смерти старшего брата Джорджа. Умер спустя всего два года, не успев жениться, так что его наследником стал третий брат, Ричард.